# Гнойный менингит
Гнойный менингит (также бактериальный менингит, бактериальный гнойный менингит) — воспалительное заболевание оболочек головного мозга бактериальной этиологии, сопровождаемое выделением гнойного экссудата.

## Причины гнойного менингита
- Воспалительные заболевания ЛОР-органов (средний отит, окологлоточные абсцессы, хронический бактериальный тонзиллит, хронические или острые гнойные синуситы, гаймориты и фронтиты);
- Снижение статуса иммунной системы вследствие таких причин, как ВИЧ/СПИД, плохое питание, алкоголизм, наркомания, хронические очаги инфекции и т. д.

## Симптомы гнойного менингита
- Крайне мучительная цефалгия;
- Фотофобия (боязнь света);
- Симптом «горячей» головы;
- Крайне высокая температура (40-41°С);
- Самопроизвольные движения глаз;
- Снижение зрения, слуха.

## Осложнения гнойного менингита
Гнойный менингит опасен не только летальным исходом, но и грозными последствиями (глухота, умственная отсталость, снижение интеллекта).